# Dypsis singularis
Espèce
Statut de conservation UICN

 CR B1ab(iii) : 
En danger critique
Dypsis singularis est une espèce de plantes de la famille des Arecaceae.

## Publication originale
- Palms of Madagascar 241–243. 1995.